# Ангел Генчев
Ангел Генчев е български тежкоатлет.

## Биография
Той е една от големите надежди за своето време, подобрява няколко световни рекорда, преди да бъде уличен в употребата на фуросемид на олимпиадата в Сеул през 1988 г.
Печели европейска титла през 1988 г. с 372,5 кг в категория до 75 кг. На световното първенство през 1994 г. става бронзов медалист с 340,0 кг в категория 70 кг.
След скандала с допинга изпада в немилост и забрава. Достига до затвора.
Режисьорът Борислав Колев описва щрихи от живота му в документалния филм „Салто Мортале“ (2015).
След 29 години отсъствие в състезанията по щанги, на 50-годишна възраст и след поредното си излизане от затвора, на 26 април 2017 г. става шампион на Световните игри за ветерани в Роуздейл, Окланд, Нова Зеландия – категория до 76 кг с общ резултат в двете движения 220 кг.